# Lester Patrick Trophy
Il Lester Patrick Trophy è un premio istituito dalla National Hockey League e da USA Hockey nel 1966 per rendere omaggio ai principali esponenti del mondo dell'hockey su ghiaccio negli Stati Uniti. Non viene considerato ufficialmente come un premio della NHL poiché viene assegnato a giocatori, allenatori, dirigenti ed altro personale al di fuori della NHL. Il trofeo prende il proprio nome da Lester Patrick (1883–1960), giocatore e per lungo tempo allenatore dei New York Rangers, personaggio chiave nello sviluppo dello sport nel paese.

## Storia
Il Lester Patrick Trophy fu presentato dalla dirigenza dei New York Rangers nel 1966. Onora la memoria di Lester Patrick, già general manager ed allenatore della squadra. Fu presentato a cadenza annuale per coloro che fornivano "un contributo notevole all'hockey negli Stati Uniti". Giocatori, allenatori, arbitri e dirigenti sono eleggibili per ricevere tale premio. I vincitori vengono selezionati da un comitato formato da numerosi ufficiali, incluso il Commissioner della NHL, un altro membro della NHL, un rappresentante dei New York Rangers, un membro della Hockey Hall of Fame rientrante nella categoria apposita dei contributori, un membro della Hockey Hall of Fame selezionato fra i giocatori, un membro della U.S. Hockey Hall of Fame, un membro della NHL Broadcasters' Association ed un membro della Professional Hockey Writers' Association. Ciascuno dei membri del comitato cambia ogni anno ad eccezione del Commissioner della NHL, dal 1993 incarico assunto da Gary Bettman. Il primo vincitore nella storia del trofeo fu Jack Adams.

## Vincitori

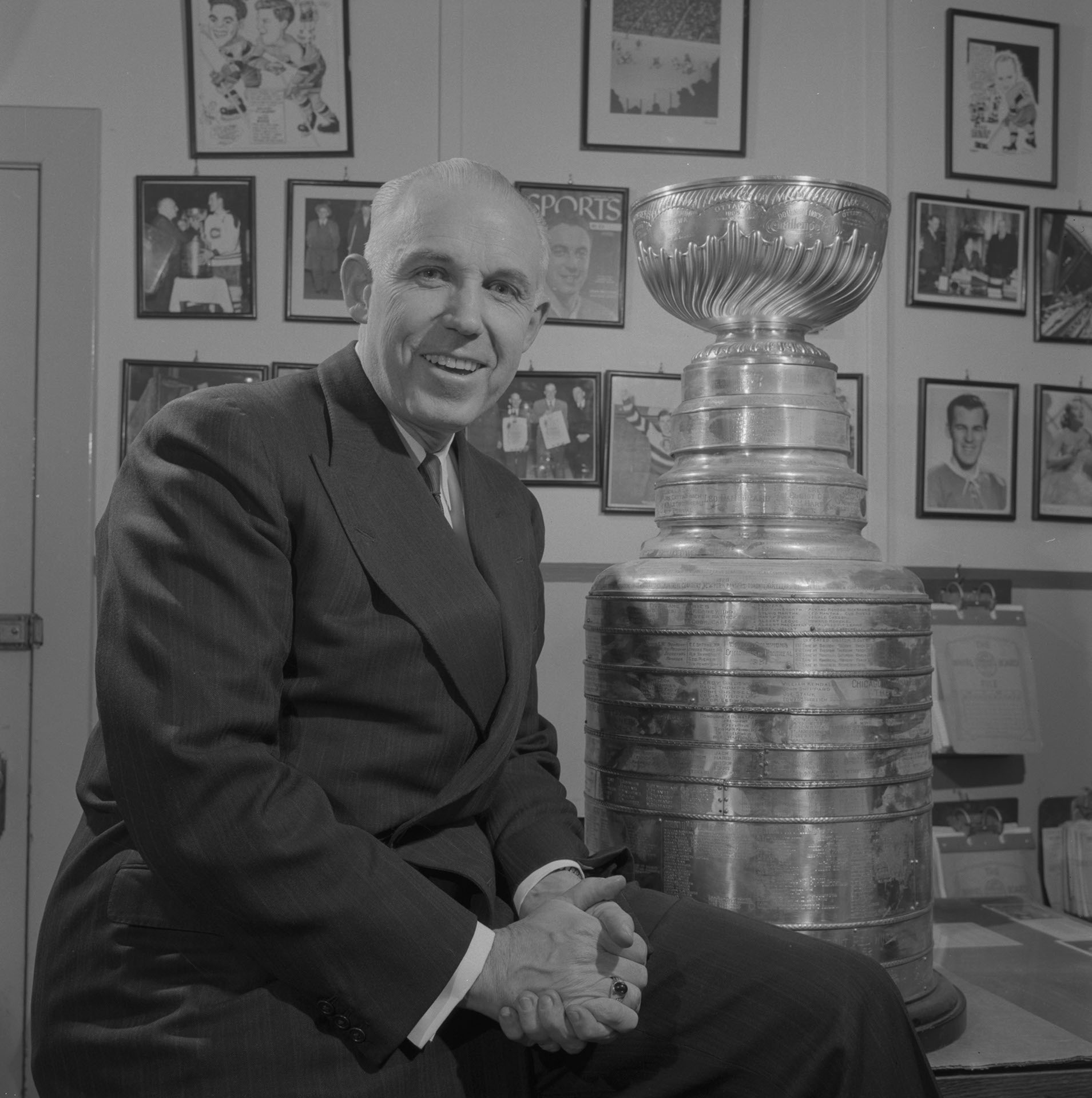
Clarence S. Campbell, vincitore nel 1972.

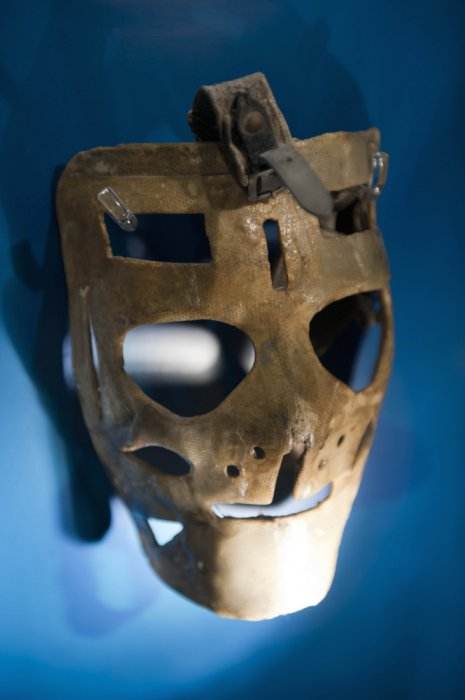
La maschera usata da Terry Sawchuk, vincitore nel 1971.

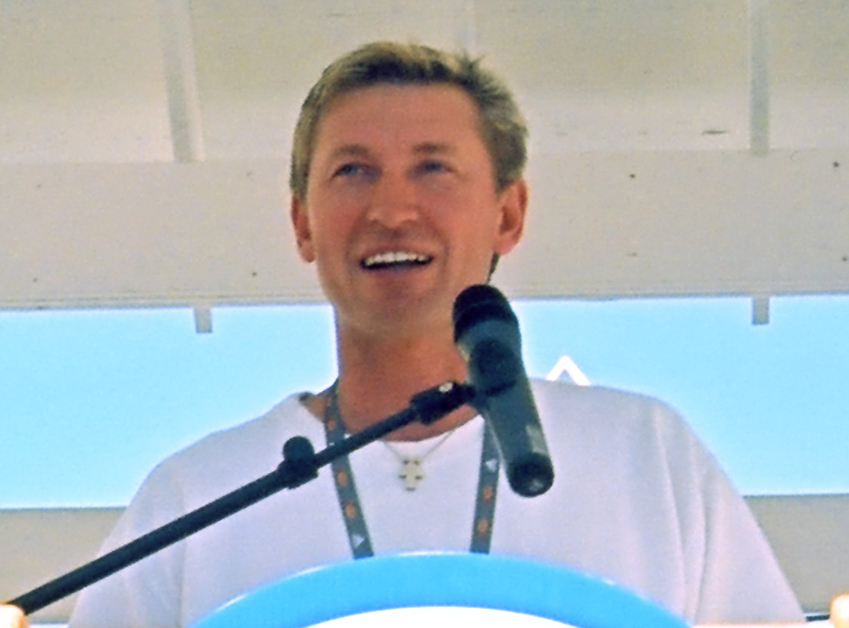
Wayne Gretzky, vincitore nel 1994.

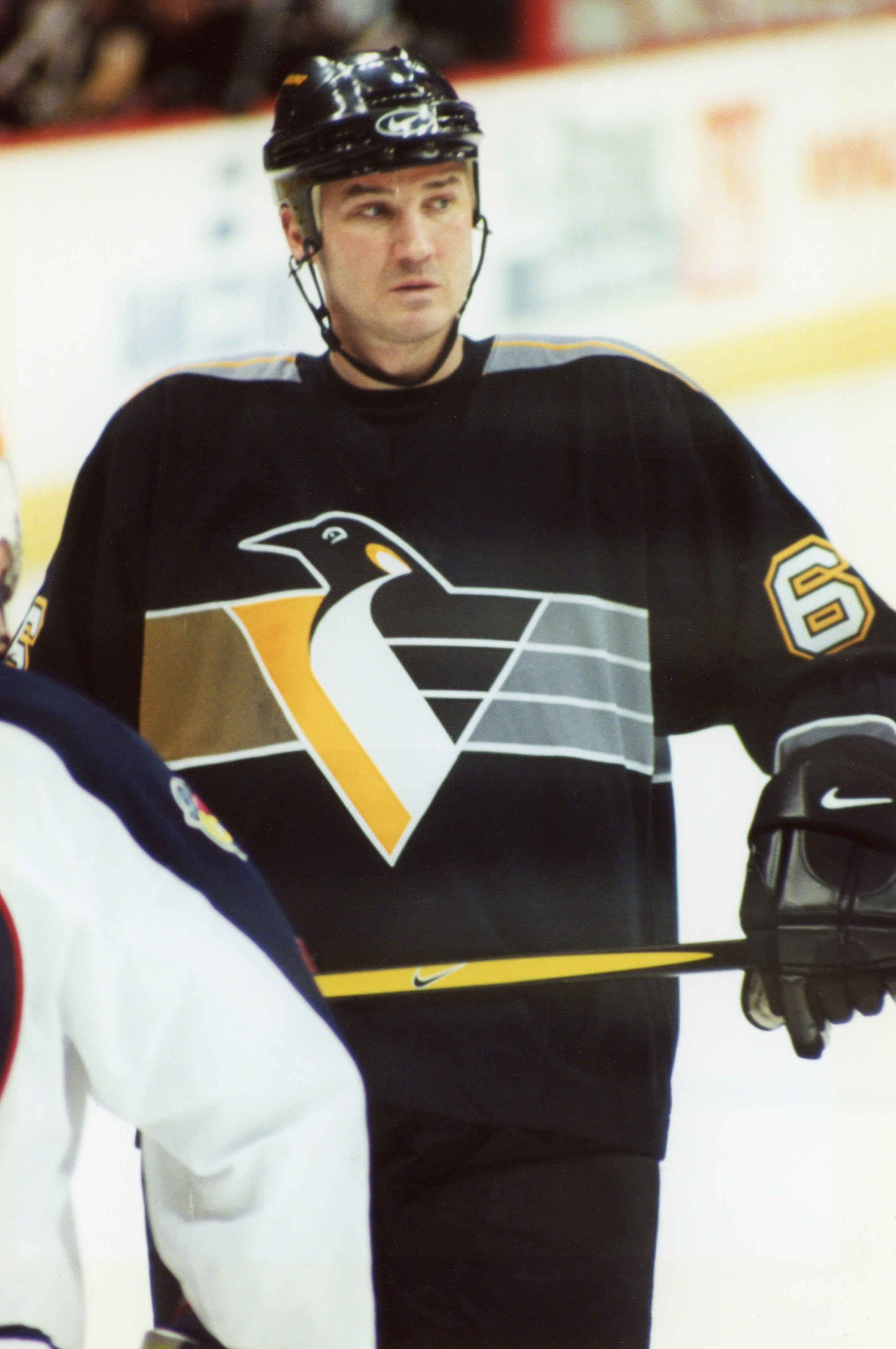
Mario Lemieux, vincitore nel 2000.

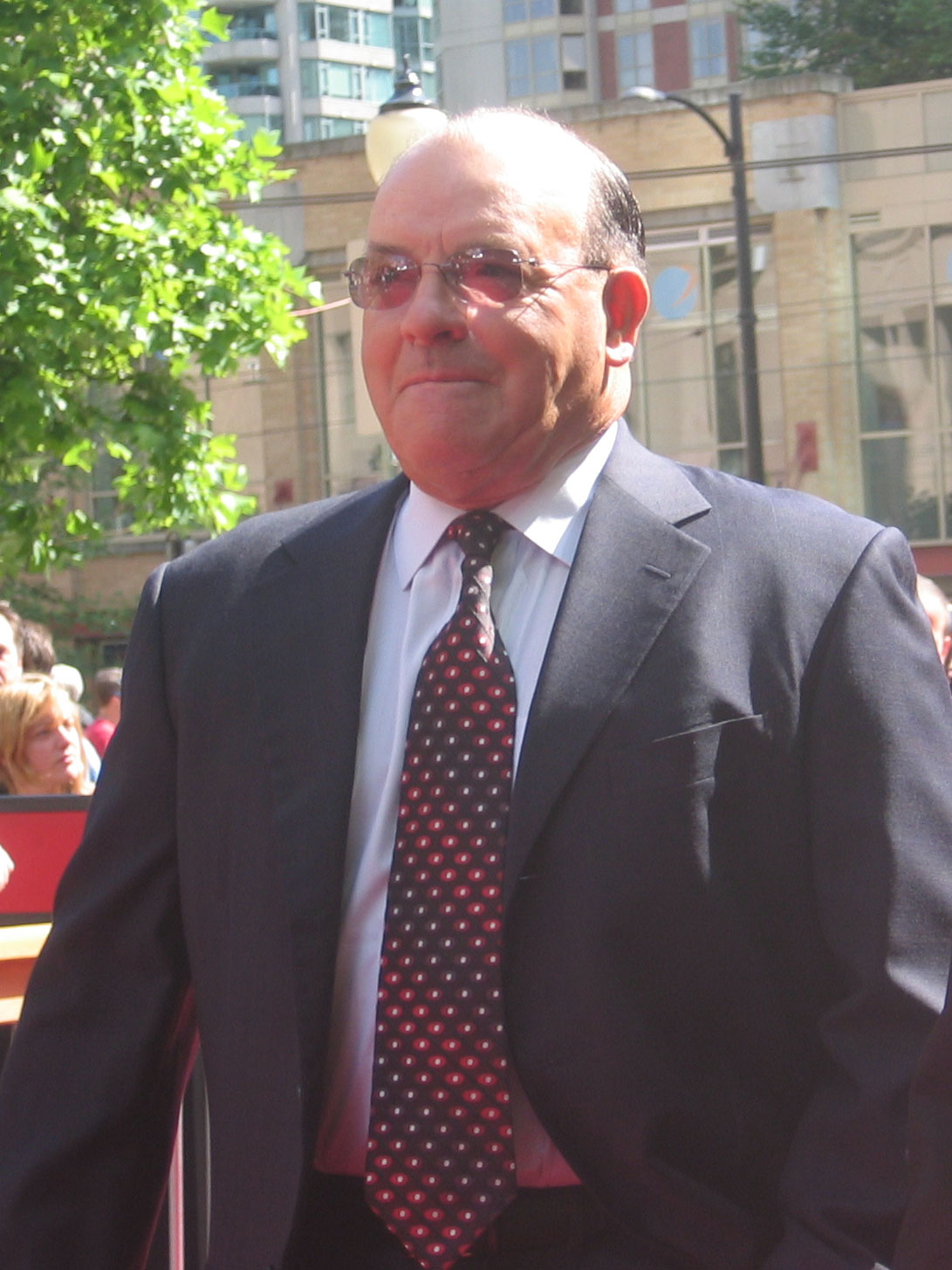
Scotty Bowman, vincitore nel 2001.

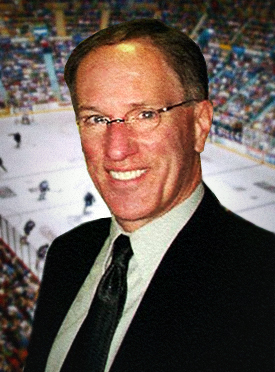
Mike "Doc" Emrick, vincitore nel 2004.

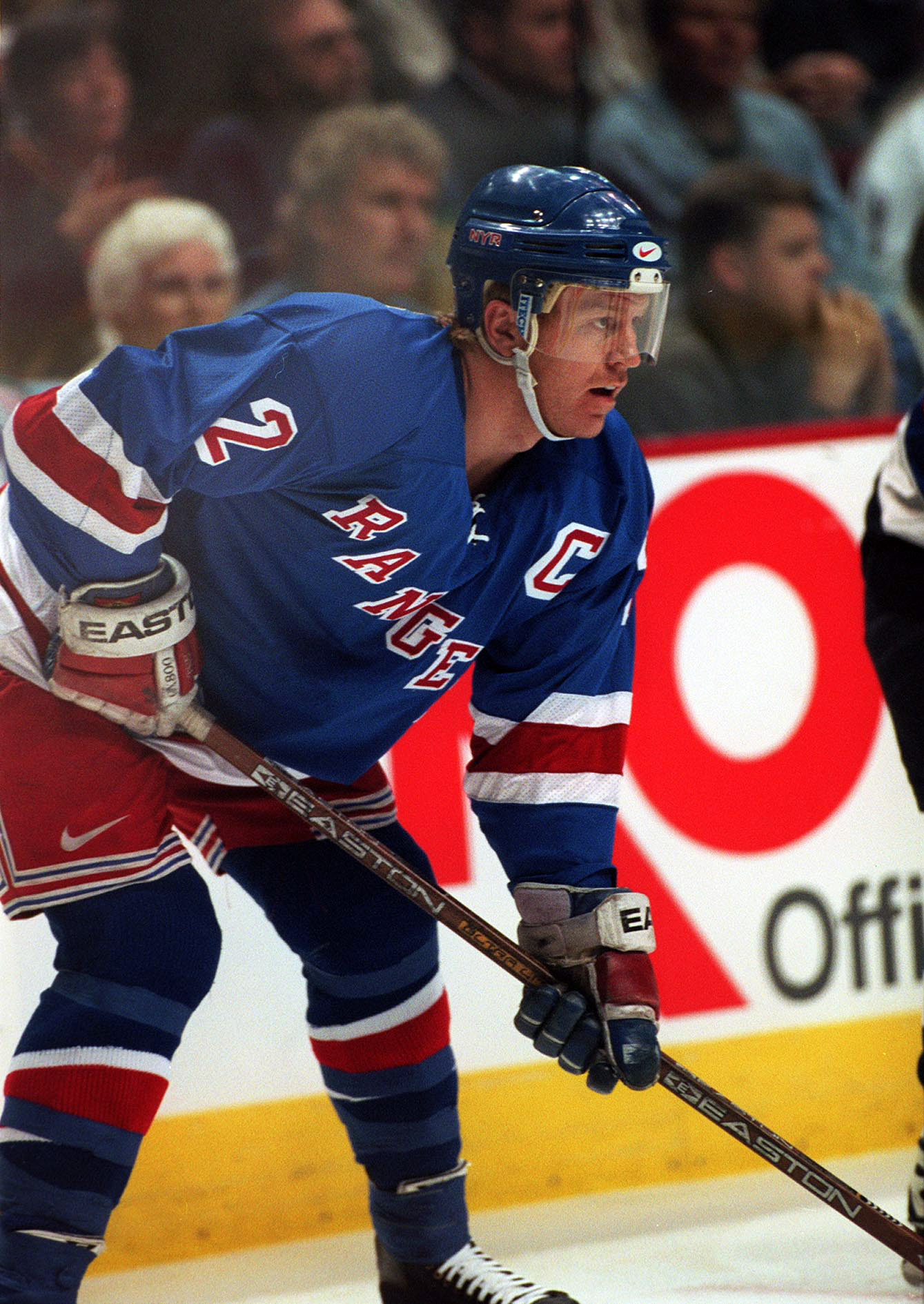
Brian Leetch, vincitore nel 2007.

| Anno | Vincitore                             | Ruolo       |
| ---- | ------------------------------------- | ----------- |
| 1966 | Jack Adams                            | Allenatore  |
| 1967 | Gordie Howe                           | Giocatore   |
| 1967 | Charles Adams                         | Dirigente   |
| 1967 | James E. Norris                       | Dirigente   |
| 1968 | Tommy Lockhart                        | Dirigente   |
| 1968 | Walter A. Brown                       | Dirigente   |
| 1968 | John R. Kilpatrick                    | Dirigente   |
| 1969 | Bobby Hull                            | Giocatore   |
| 1969 | Edward J. Jeremiah                    | Allenatore  |
| 1970 | Eddie Shore                           | Giocatore   |
| 1970 | Jim Hendy                             | Dirigente   |
| 1971 | William M. Jennings                   | Dirigente   |
| 1971 | John Sollenberger                     | Dirigente   |
| 1971 | Terry Sawchuk                         | Giocatore   |
| 1972 | Clarence Campbell                     | Dirigente   |
| 1972 | John Kelly                            | Dirigente   |
| 1972 | Ralph Weiland                         | Giocatore   |
| 1972 | James D. Norris                       | Dirigente   |
| 1973 | Walter Bush                           | Dirigente   |
| 1974 | Alex Delvecchio                       | Giocatore   |
| 1974 | Murray Murdoch                        | Allenatore  |
| 1974 | Weston Adams                          | Dirigente   |
| 1974 | Charles L. Crovat                     | Dirigente   |
| 1975 | Donald M. Clark                       | Dirigente   |
| 1975 | Bill Chadwick                         | Official    |
| 1975 | Tommy Ivan                            | Allenatore  |
| 1976 | Stan Mikita                           | Giocatore   |
| 1976 | Al Leader                             | Official    |
| 1976 | Bruce Norris                          | Dirigente   |
| 1977 | Johnny Bucyk                          | Giocatore   |
| 1977 | Murray Armstrong                      | Giocatore   |
| 1977 | John Mariucci                         | Più ruoli   |
| 1978 | Phil Esposito                         | Giocatore   |
| 1978 | Tom Fitzgerald                        | Dirigente   |
| 1978 | William Thayer Tutt                   | Dirigente   |
| 1978 | Bill Wirtz                            | Dirigente   |
| 1979 | Bobby Orr                             | Giocatore   |
| 1980 | Bobby Clarke                          | Giocatore   |
| 1980 | Ed Snider                             | Dirigente   |
| 1980 | Fred Shero                            | Allenatore  |
| 1980 | Nazionale USA olimpica 1980           | Più ruoli   |
| 1981 | Charles M. Schulz                     | Dirigente   |
| 1982 | Emile P. Francis                      | Più ruoli   |
| 1983 | Bill Torrey                           | Dirigente   |
| 1984 | John Ziegler                          | Dirigente   |
| 1984 | Art Ross                              | Dirigente   |
| 1985 | Jack Butterfield                      | Dirigente   |
| 1985 | Arthur M. Wirtz                       | Dirigente   |
| 1986 | John MacInnes                         | Allenatore  |
| 1986 | Jack Riley                            | Allenatore  |
| 1987 | Hobey Baker                           | Giocatore   |
| 1987 | Frank Mathers                         | Allenatore  |
| 1988 | Keith Allen                           | Dirigente   |
| 1988 | Fred Cusick                           | Dirigente   |
| 1988 | Bob Johnson                           | Allenatore  |
| 1989 | Dan Kelly                             | Dirigente   |
| 1989 | Lou Nanne                             | Più ruoli   |
| 1989 | Lynn Patrick                          | Giocatore   |
| 1989 | Bud Poile                             | Più ruoli   |
| 1990 | Len Ceglarski                         | Giocatore   |
| 1991 | Rod Gilbert                           | Giocatore   |
| 1991 | Mike Ilitch                           | Dirigente   |
| 1992 | Al Arbour                             | Allenatore  |
| 1992 | Art Berglund                          | Dirigente   |
| 1992 | Lou Lamoriello                        | Dirigente   |
| 1993 | Frank Boucher                         | Giocatore   |
| 1993 | Red Dutton                            | Dirigente   |
| 1993 | Bruce McNall                          | Dirigente   |
| 1993 | Gil Stein                             | Dirigente   |
| 1994 | Wayne Gretzky                         | Giocatore   |
| 1994 | Robert Ridder                         | Dirigente   |
| 1995 | Joe Mullen                            | Giocatore   |
| 1995 | Brian Mullen                          | Giocatore   |
| 1995 | Bob Fleming                           | Giocatore   |
| 1996 | George Gund III                       | Dirigente   |
| 1996 | Ken Morrow                            | Giocatore   |
| 1996 | Milt Schmidt                          | Più ruoli   |
| 1997 | Seymour H. Knox III                   | Dirigente   |
| 1997 | Bill Cleary                           | Giocatore   |
| 1997 | Pat LaFontaine                        | Giocatore   |
| 1998 | Peter Karmanos                        | Dirigente   |
| 1998 | Neal Broten                           | Giocatore   |
| 1998 | John Mayasich                         | Giocatore   |
| 1998 | Max McNab                             | Più ruoli   |
| 1999 | Harry Sinden                          | Dirigente   |
| 1999 | Nazionale USA olimpica 1998 femminile | Più ruoli   |
| 2000 | Mario Lemieux                         | Giocatore   |
| 2000 | Craig Patrick                         | Dirigente   |
| 2000 | Lou Vairo                             | Allenatore  |
| 2001 | Gary Bettman                          | Dirigente   |
| 2001 | Scotty Bowman                         | Allenatore  |
| 2001 | David Poile                           | Dirigente   |
| 2002 | Herb Brooks                           | Allenatore  |
| 2002 | Larry Pleau                           | Più ruoli   |
| 2002 | Nazionale USA olimpica 1960           | Più ruoli   |
| 2003 | Willie O'Ree                          | Giocatore   |
| 2003 | Raymond Bourque                       | Giocatore   |
| 2003 | Ron DeGregorio                        | Dirigente   |
| 2004 | Mike "Doc" Emrick                     | Media       |
| 2004 | John Davidson                         | Media       |
| 2004 | Ray Miron                             | Dirigente   |
| 2005 | Nessun vincitore                      | -           |
| 2006 | Red Berenson                          | Più ruoli   |
| 2006 | Marcel Dionne                         | Giocatore   |
| 2006 | Reed Larson                           | Giocatore   |
| 2006 | Glen Sonmor                           | Allenatore  |
| 2006 | Steve Yzerman                         | Giocatore   |
| 2007 | Brian Leetch                          | Giocatore   |
| 2007 | Cammi Granato                         | Giocatore   |
| 2007 | Stan Fischler                         | Media       |
| 2007 | John Halligan                         | Dirigente   |
| 2008 | Ted Lindsay                           | Giocatore   |
| 2008 | Bob Naegele, Jr.                      | Dirigente   |
| 2008 | Brian Burke                           | Dirigente   |
| 2008 | Phil Housley                          | Giocatore   |
| 2009 | Mark Messier                          | Giocatore   |
| 2009 | Mike Richter                          | Giocatore   |
| 2009 | Jim Devellano                         | Dirigente   |
| 2010 | David Andrews                         | Dirigente   |
| 2010 | Cam Neely                             | Più ruoli   |
| 2010 | Jack Parker                           | Allenatore  |
| 2010 | Jerry York                            | Allenatore  |
| 2011 | Mark Johnson                          | Allenatore  |
| 2011 | Jeff Sauer                            | Allenatore  |
| 2011 | Tony Rossi                            | Dirigente   |
| 2011 | Bob Pulford                           | Più ruoli   |
| 2012 | Bob Chase-Wallenstein                 | Giornalista |
| 2012 | Dick Patrick                          | Dirigente   |
| 2013 | Kevin Allen                           | Media       |
| 2014 | Bill Daly                             | Dirigente   |
| 2014 | Paul Holmgren                         | Più ruoli   |